# Porąbka (Olkusz)
Pour les articles homonymes, voir Porąbka.
Porąbka est une localité polonaise de la gmina de Trzyciąż, située dans le powiat d'Olkusz en voïvodie de Petite-Pologne.